# Prochiloneurus insolitus
Prochiloneurus insolitus är en stekelart som först beskrevs av Shah Mashood Alam 1961.  Prochiloneurus insolitus ingår i släktet Prochiloneurus och familjen sköldlussteklar. Inga underarter finns listade i Catalogue of Life.